# Goodwill Pharma
A Goodwill Pharma  magyar tulajdonú gyógyszeripari vállalat. Az elsődlegesen gyógyszerkereskedelmi vállalkozásként indult céget ma már gyógyszeripari tudásközpontként jellemezhetjük. A cég a Goodwill Csoport tagja, és elsősorban gyógyszergyártással, gyógyszerek forgalomba hozatali engedélyeztetésével és gyógyszerforgalmazással foglalkozik. A gyógyszerek forgalmazása mellett étrend-kiegészítőket és speciális gyógyászati célra szánt élelmiszereket is fejleszt.
A céget 1997-ben alapították magyar családi vállalkozásként Dr. Jójárt Ferenc és Dr. Kardos Mária. Központja Szegeden található, ahol 2008-ban új központ építésébe fogott. A cégcsoport a területen további komoly fejlesztéseket tervezett.
2008-ban a cég Goodwill Apoteka néven saját tulajdonú gyógyszertárláncot hozott létre Szerbiában. 2015-ben a 49 patika egységes arculatával és széles termékválasztékával erős képviseletet biztosított a Goodwill számára a szerb gyógyszerpiacon.[forrás?]
A Goodwill Biotechnológiai Klaszter dinamikusan fejlődő hazai klaszter. Már több éve bizonyítottan és eredményesen működik, és 27 klasztertag közti szakmai összefogást intézményesítette. Sikereit elismerve 2015 márciusában harmadik alkalommal vehette át a kiemelt rangot jelentő Akkreditált Innovációs Klaszter címet.
Ma már több mint 100 készítménnyel van jelen különböző európai a piacokon.
A cég mottója a Good health – Good life – Good will.

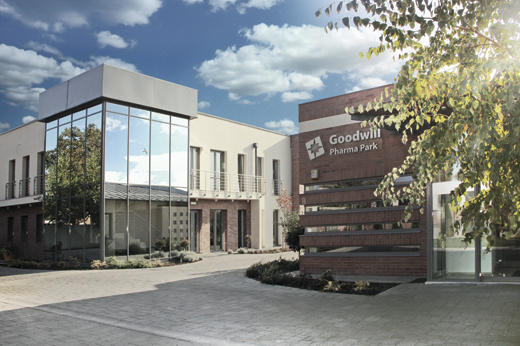
A Goodwill Pharma épülete Szegeden

## Termékek, irányvonalak
A vállalat kiemelt irányvonalai a komplex mozgásszervi támogatás, fájdalomcsillapítás, megfázás, szédülés, kognitív funkciók, antibiotikus kezelések, időskori makuladegeneráció progressziójának csökkentése, vitalitás fenntartása, speciális táplálkozási igényt támogató komplexek.
A Goodwill termékportfóliójában generikus és originális készítmények is szerepelnek.[forrás?]
Főbb termékkategóriák:
- fájdalomcsillapítók
- szív- és érrendszeri készítmények
- mozgásszervi készítmények
- vény nélkül kapható gyógyszerek
- nőgyógyászati készítmények
- étrend-kiegészítők, vitaminok
- orvostechnikai eszközök

## Szent-Györgyi Albert és a Goodwill Pharma
A Nobel-díjas magyar tudós, Szent-Györgyi Albert örököseinek megbízásából a cég gondozza a gyógyszeriparban a védjegyoltalom alatt álló „Szent-Györgyi Albert” nevet. A Goodwill Pharma portfóliójában számos olyan termék szerepel, amely egyedi, speciális megoldást jelent különböző egészségügyi problémákra. Legtöbben a Szent-Györgyi Albert C-vitamin családhoz kötik a céget. A Goodwill Pharma számára nagyon fontos az a példamutatás, mellyel a tudományhoz, az élethez és embertársaihoz viszonyult Szent-Györgyi Albert. Szellemisége, tudományos látásmódja napjainkra kiható iskolát teremtett. Szent-Györgyi Albert 1937-ben élettani-orvosi Nobel-díjat kapott "a biológiai égésfolyamatok, különösképpen a C-vitamin és a fumársav katalízis terén tett felfedezéseiért". 2014-ben a Goodwill Pharma szerződést kötött Szent-Györgyi Albert özvegyével, hogy a Professzor örökségét, a Szent-Györgyi Albert név tudományos gondozását a következőekben  Goodwill Pharma folytatja, a Szent-Györgyi Albert nevet a Szent-Györgyi vitamincsaláddal kapcsolatban használhatja. A cég  üzleti magatartásában és termékfejlesztéseiben követi Szent-Györgyi Albert tudományos látásmódját, filozófiáját, elkötelezettségét, ezzel együtt a legjobbra való törekvést is.

## Együttműködés a Szegedi Tudományegyetemmel
2015 júliusában egy együttműködési megállapodás született dr. Szabó Gábor, a Szegedi Tudományegyetem rektora, és dr. Jójárt Ferenc, a Goodwill Pharma Kft. alapítótulajdonosa között. A partnerek főleg a gyógyszerkutatás, a gyógyszergyártás és a termékfejlesztés területén kívánnak közös kutatási-fejlesztési tevékenységet végezni. Céljuk a kutatók motivációjának elősegítése az egyetem érdekeinek tiszteletben tartásával. Figyelemmel kísérik a közös kutatási és innovációs, valamint oktatási projektekhez bevonható támogatásokat, és közös pályázatokat nyújtanak be. A vállalat a gyakorlatorientált oktatás jegyében tanulási, továbbfejlődési lehetőséget biztosít az egyetem hallgatóinak, emellett segíti egyes hallgatók diplomamunkájának elkészülését is. A cég gyakorlati együttműködési lehetőséget biztosít az oktatás és képzés területén az egyetem dolgozói számára is.

## Elismerések
- 2021. Business SuperBrands díj
- 2021. K&H Bank családi vállalatokat elismerő kiválósági díja
- 2021. MagyarBrands díj, Kiváló Üzleti Márka kategóriában
- 2020. Innovációs díj, a Makula Komplex termékért

## Társadalmi felelősségvállalás

### Sport
A Goodwill Pharma támogatja az olyan közösségeket, ahol a fiatalok megtanulnak csapatként együttműködni, közben pedig egymást és másokat is inspirálva egészségtudatos felnőttekké, példaképekké cseperedhetnek.
2016-ban a vállalat felkarolta a szegedi jégkorong egyesületet, így 400 gyermek rendszeres, ingyenes korcsolya oktatása valósulhatott meg.
A szegedi „Goodwill Pharma Tisza Tollas SE” 2009-ben alakult, 2020-ban pedig országos bajnok lett. Leghíresebb versenyzője Sárosi Laura olimpikon, aki kétszeres olimpiai résztvevőként kiemelkedik a magyar tollaslabda sportágból.
A 2021-es évben a Goodwill Pharma folyamatosan támogatta a Szegedi Tudományegyetem Sportközpontjának rendezvénysorozatát.

### Adományozás
A 2020-tól kezdődött világjárványtól kezdve a Goodwill Pharma több kórház és intenzív terápiás osztály dolgozóit támogatja immunerősítő készítményekkel. Adományozó kampányuk keretében több mint 25 kórháznak juttattak el vitaminokat, immunerősítőket és kézfertőtlenítőket.
A CEDEZIN Forte + szelén nevű étrend-kiegészítő tablettát a COVID és a pandémia alatti időszakban az immunrendszer támogatására fejlesztették ki. Nagy dózisú C-, és D-vitamint, cinket és a védelem szempontjából különösen jelentős szelént is tartalmazza.

### Goodwill Pharma az Egészségért Alapítvány
A Goodwill Pharma létrejöttének 20. évfordulóján, 2017-ben jött létre a „Goodwill Pharma az Egészségért Alapítvány”. Ezzel együtt  a Szent-Györgyi Albert Orvosi Díj is megszületett. A díjra olyan szakembereket lehet jelölni, akik cselekedetükkel megmentették betegük életét, vagy a mindennapi orvosi munkájuk során olyan elhivatottsággal praktizálnak, melyben rendkívüli odaadással, tudományos igényességgel és humanitárius szemlélettel segítenek a hozzájuk fordulókon.

## Mérföldkövek
- 2012-ben hozta forgalomba első magyar fejlesztésű és gyártású készítményeit, melyek száma évről évre gyarapszik
- 2019-ben a vállalat eredményes, optimális működését biztosító logisztikai központot nyitott Szegeden, mely az OGYÉI engedélyt is megkapta
- 2020-ban modern gyártóüzemet valósítottak meg Szegeden
- 2021-ben Gyártási engedélyt és ezzel a legmagasabb – GMP (helyes gyógyszergyártási gyakorlat) – gyógyszergyártási minősítést kapott a Goodwill Pharma Kft. szabadkai gyára